# تد چایلدز
تد چایلدز (انگلیسی: Ted Childs؛ زادهٔ ۲۶ دسامبر ۱۹۳۴) تهیه‌کننده تلویزیونی، فیلم‌نامه‌نویس و کارگردان تلویزیونی اهل بریتانیا است.
از فیلم‌ها یا مجموعه‌های تلویزیونی که وی در آن‌ها نقش داشته‌است، می‌توان به نزدیکی صمیمانه، شارپ، رؤیاهای دیروز و سوئینی اشاره نمود.